# Margot Pilz
Pour les articles homonymes, voir Pilz.
Margot Pilz, née en 1936 à Haarlem aux Pays-Bas, est une artiste visuelle autrichienne et une pionnière de l'art conceptuel et numérique. Elle est l’une des premières artistes autrichiennes à combiner ordinateurs et photographie.

## Biographie
Margot Pilz est née en 1936 à Haarlem aux Pays-Bas. En 1939, sa famille fuit la montée du nazisme et part s'installer à Semarang, dans le centre de Java, en Indonésie. Lorsque le Japon envahissent l'Indonésie en mars 1942, le père de Margot Pilz est envoyé dans un camp de concentration à Sumatra. Elle et sa mère passent deux ans, dans le camp de concentration de Lampersari, à Semarang,,. Margot Pilz souffre du typhus et l'une de ses jambes est infectée et restera plus courte que l'autre.
En 1954, Margot Pilz se rend à Vienne pour étudier la photographie au Höhere Graphische Bundes-Lehr- und Versuchsanstalt (de). De 1971 à 1978, elle travaille en tant que photographe à Vienne. En 1976, elle obtient son Meisterprüfung (certificat de maîtrise) en photographie.
De 1990 à 1992, elle travaille à l'Université technique de Vienne. En 1991, elle est professeure invitée à l'université d'Athènes. De 1993 à 1994, elle travaille à l'Université technologique de Graz.

## Œuvres
Ses œuvres reflètent la culture d'avant-garde des années 1960 et 1970 dans leurs techniques expérimentales et leurs aspects performatifs. Son travail a reçu une attention renouvelée dans les années 2010.
Elle choisit souvent des approches féministes, abordant les tabous, les stéréotypes et les préoccupations environnementales. Une grande partie de son œuvre est autobiographique.
Margot Pilz est profondément marquée par son arrestation par des policiers en civil lors du troisième Festival des femmes à Vienne le 14 avril 1978. Elle aborde ces événements à travers la création d'une série d'autoportraits centrés sur le corps, communiquant l'émotion au public à la fois par des gestes expressifs et par l'état de la veste en lin qu'elle portait au moment de l'arrestation,.
En 1978, Margot Pilz rejoint le réseau d'artistes féministes IntAkt – Internationale Aktionsgemeinschaft bildender Künstlerinnen. Son travail est étroitement lié au mouvement féministe des années 1970 et 1980. Elle explore l'institution du mariage, les conditions de travail des femmes et leur rôle social,. Pour l'œuvre Arbeiterinnenaltar (Autel des ouvrières) de 1981, elle photographie les ouvrières de la torréfaction de café Eduscho et s'interroge sur leurs conditions de travail.
Pour la série, The White Cell Project (1983-1985), elle place ses sujets qu'elle photographie dans une cellule de 165 centimètres de côté, qui concrétise le poids et la contrainte des attentes et des normes sociétales. Elle invite d'autres artistes à créer des œuvres au sein du White Cell Project, dont Renate Kordon (de), Linda Christanell et Liesbeth Waechter-Böhm.
Pour Kaorle am Karlsplatz, installation dans l'espace public en 1982, elle verse du sable sur la Karlsplatz à Vienne pendant le Wiener Festwochen (Festival de Vienne) et fait installer des chaises longues,.
En 1991, elle crée Delphi Digital avec Roland Alton-Scheidl pour l'Ars Electronica de Linz. L'installation numérique interactive amène les visiteurs à remettre en question la politique environnementale et la démocratie. En 2015-2016, elle réalise une version avec des smartphones.
La rétrospective Meilensteine (Milestone) montre l'ensemble de son œuvre à Vienne en 2015.
Ses œuvres font partie de l'Avant-garde féministe des années 1970,.
En 2018, Margot Pilz fait partie avec Renate Bertlmann, Linda Christanell, Lore Heuermann (de) et Karin Mack, des protagonistes du film Sie ist der andere Blick (Elle est l'autre regard). Il s'agit d'un documentaire créé par Christiana Perschon et Iris Dostal. Le film se concentre sur les artistes féministes des années 1970 qui faisaient partie de la scène artistique viennoise. Le film examine la manière dont leur pratique artistique et leur engagement interagissent, alors qu'elles évoquent les défis et les obstacles auxquels elles sont confrontées et comment elles les surmontent dans les espaces personnels et politiques. Le film a remporté le prix Theodor Körner en 2018.

## Expositions
- Erweiterte Fotografie, Sécession, Vienne, 1981[19]
- Orwell et die Gegenwart, Belvédère 21/Musée des 20. Jahrhunderts, Vienne, 1984[20]
- 4ème Dimension, Dryphoto, Prado, Florence, 1984[21]
- Identitätsbilder, Sécession, Vienne, 1985[22]
- Méditation 85, Steirischer Herbst (de), Graz, Autriche, 1985 [23]
- Le projet White Cell, Fotogalerie Wien, Vienne, 1985 [24]
- Le temps d'un mouvement, Musée d'Art Moderne de la Ville de Paris, Paris, France, 1987
- Computerkunst 88, Museum der Stadt Gladbeck, Château de Wittringen, Gladbeck, Allemagne, 1988
- Hinter den Wänden, Donaufestival, Langenlois, Autriche, 1988
- Delphi Digital, Ars Electronica, Linz, Autriche,1991 [14]
- Die Auflösung der Fotografie – Der kalte Raum, Blau-Gelbe Galerie, Vienne, 1992 [25]
- L'Esprit de Saint-Lucifer, Medien Kunst Archiv (MKA), Vienne,1992[26]
- Surveillance tacite, Künstlerhaus, Vienne, 1993 [27]
- Zeit/Schnitte, Patriarchat, Wiener Festwochen, Vienne, 1994
- Verstärker/Kaskade, Künstlerhaus, Vienne, 1997
- Künstlerinnen – Positionen 1945 bis heute, Kunsthalle Krems (de), Krems an der Donau, 2003 [28]
- Frau im Bild. Inszenierte Weiblichkeit, Museum Moderner Kunst (de), Passau, Allemagne, 2004
- Die Enzyklopädie der wahren Werte, Künstlerhaus, Vienne, 2005
- Die Liebe zu den Objekten, Niederösterreichisches Landesmuseum (de), Saint-Pölten, 20087 [29]
- Am Puls der Stadt. 2000 Jahre Karlsplatz, Musée de Vienne, Vienne, 2008
- Matrice. Geschlechter – Verhältnisse – Revisionen (MATRICE – genre – relations – révisions), MUSA Museum Startgalerie Artothek (de) (MUSA), Vienne, 2008
- Werkschau XIII. Intakt – die PionierInnen, Fotogalerie Wien, Vienne, 2008[22]
- raum_körper_einsatz, MUSA, Vienne, 2010
- Célébration/Moi, moi-même et eux, Künstlerhaus, Vienne, 2012
- Margot Pilz, HERSTORY – 36 000 ans de déesses et d'idoles, Forum culturel autrichien de New York, 2012
- Actionistinnen, Kunsthalle Krems (de) & Forum Frohner (de), Krems, 2014 [30]
- Il était une fois – JAVA 1942, Künstlerhaus, Vienne, 2014[3]
- Margot Pilz – Meilensteine. Von der performativen Fotografie zur digitalen Feldforschung, MUSA, Vienne, 2015 [16]
- Aging Pride/Die Kraft des Alters, commissaire Sabine Fellner, Belvedere, Vienne, 2017[31]
- Women. Now , commissaire Sabine Fellner, Forum culturel autrichien, New York (ACFNY), 2018-2019 [32]

## Prix et distinctions
- 1983 : Staatsstipendium für bildende Kunst [33]
- 1985 : Römerquelle Fotopreis[33]
- 1988 : Preis der Österreichischen Postsparkasse [34]
- 1990 : Prix Theodor Körner[33]
- 1996 : Pfann-Ohmann-Preis, Künstlerhaus, Vienne [34]
- 2008 : Goldener Lorbeer, Künstlerhaus, Vienne[34]
- 2009 : Goldener Lorbeer, Künstlerhaus, Vienne[34]
- 2011 : Preis der Stadt Wien für Bildende Kunst (Prix de la Ville de Vienne pour les Beaux-Arts) [35]